# 特劳特曼斯多夫城堡

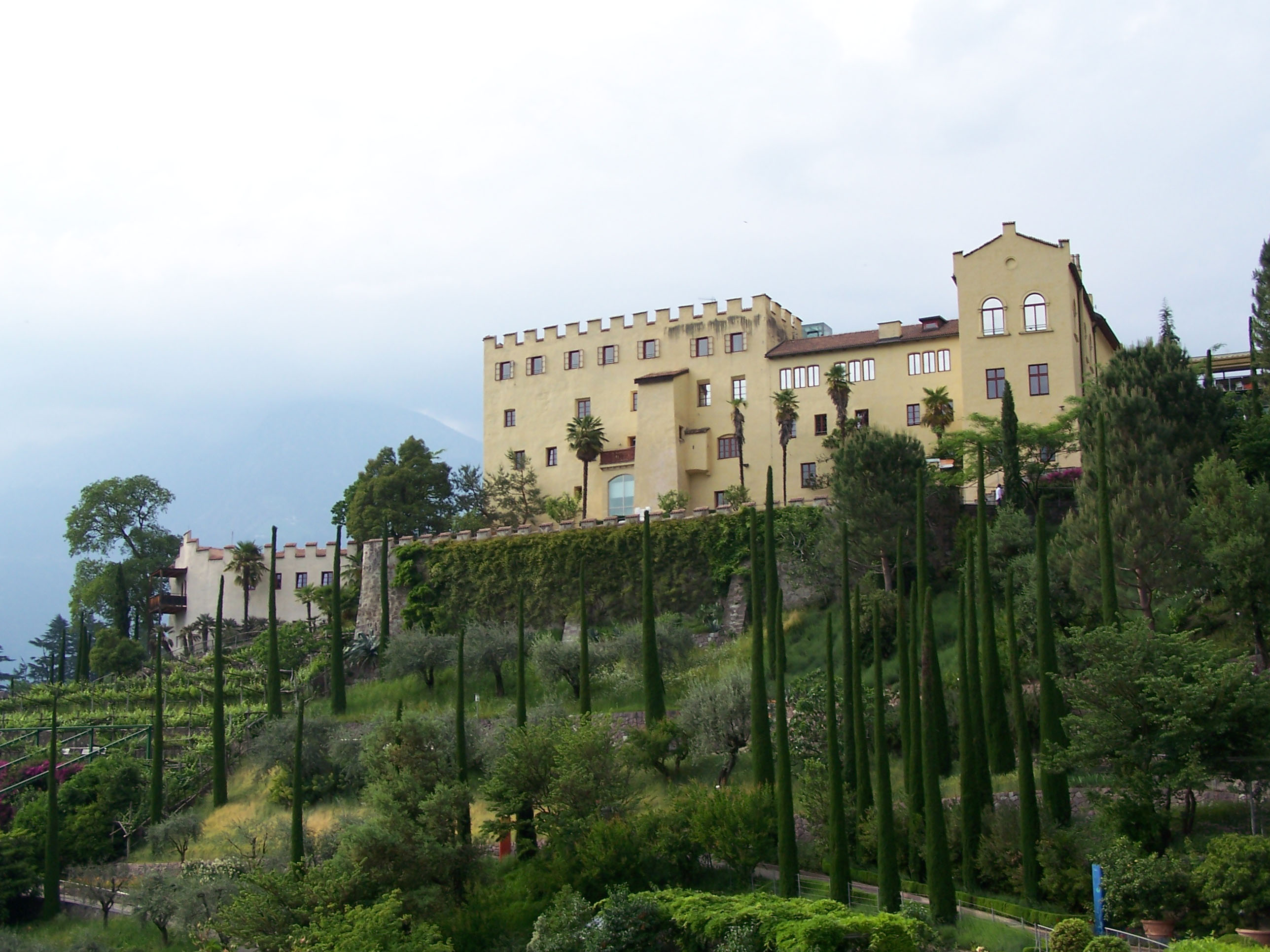
特劳特曼斯多夫城堡

特劳特曼斯多夫城堡（意大利语： Castel Trauttmansdorff）是意大利北部博尔扎诺-上阿迪杰自治省梅拉诺以南的一座城堡。现在是旅游博物馆（Touriseum）。自2001年起，周围的花园已经开放，名为特劳特曼斯多夫城堡花园，是一个植物园。
因为周围环境一直是[]。
在意大利法西斯时期，这座城堡被称为“新城堡”（di Nova Castle），新溪（Torrente Nova）是特劳特曼斯多夫附近一条小溪的名字。